# さーくるらいおん
さ〜くるらいおんは、日本のお笑いトリオである。2002年にコンビ結成の後、2006年よりトリオとして活動。画用紙コント、歌ネタを行う。

## 来歴
- 2002年、らいおんまる、みったんの2名でコンビ結成。
- NSC大阪校24期生[1]、目黒笑売塾1期生。卒業後はワタナベエンターテインメントに所属。
- らいおんまるはもともと放送作家の経験があり、自らでお笑いライブ「ぶれいく寸前!お笑い時限爆弾らいぶ!!」（通称：時限爆弾らいぶ）を主催。立ち上げ当初からだいたひかる、キャン×キャン、U字工事などが出演しており注目を集めた。
- 2004年、吉本興業の公開オーディションを受け、350組中3位入賞。
- 2005年、SMA NEET Projectに移籍[2]。
- 2006年、らいおんまるの実弟う〜すけが加わりトリオになる。
- 2007年、らいおんまるが株式会社コピコムを創立。大学の学園祭にてお笑いライブを多数企画し、インディーズ芸人ながら年10本以上の学園祭に出演。

## メンバー
らいおんまる（本名：佐竹 祥史、1976年4月29日 - ）
大阪府出身
血液型：O型、ボケ担当、立ち位置は向かって一番左。
東大阪市立縄手北中学校 → 奈良学園高等学校 → 京都大学経済学部経営学科を卒業。
身長：170cm、体重：65kg
株式会社コピコムを創業し、代表取締役社長。
「ぶれいく寸前!お笑い時限爆弾らいぶ!!」（通称：時限爆弾らいぶ）を主催。
う〜すけ（本名：佐竹 雄介、1982年3月13日 - ）
大阪府出身
血液型：O型、ツッコミ担当、立ち位置は中央または向かって一番右。
東大阪市立縄手北中学校 → 大阪府立清水谷高等学校 → 近畿大学商経学部経営学科を卒業。
身長：165cm、体重：60kg
らいおんまるの実弟。
みったん（本名：三谷 聖人、1982年7月27日 - ）
徳島県出身
血液型：O型、ツッコミ担当、立ち位置は向かって一番右または中央。
身長：175cm、体重：64kg
高校時代より現JFLチームの徳島ヴォルティスユースに所属。

## 出演

### テレビ
- Pooh!（2003年6月18日、TBS）
- シブスタ（2004年8月11日、テレビ東京）
- 海筋肉王 〜バイキング〜「春のお台場筋肉の祭典 史上最大のフィールドアスレチック 海筋肉王"バイキング"スペシャル 全世界最強王決定戦!!」（2005年4月4日、フジテレビ）
- 笑っていいとも!（フジテレビ）
- こたえてちょーだい!（2007年1月29日、フジテレビ）
- 出没!アド街ック天国（2008年6月14日、テレビ東京）
- おもいッきりイイ!!テレビ（2008年8月15日、日本テレビ）
- FNNスーパーニュース（2008年8月15日、フジテレビ）
- NNN Newsリアルタイム（2008年8月19日、日本テレビ）
- スーパーJチャンネル（2008年8月26日、テレビ朝日）
- 生中継 ふるさと一番!（2008年9月3日、NHK）
- 草野☆キッド（2008年10月28日、テレビ朝日）
- ワールドビジネスサテライト（2008年11月5日、テレビ東京）
- RKK Winter Groove 2009（2009年12月27日、熊本放送）
- ザ・プレゼンテーション（TOKYO MX）

### ラジオ
- ハッピーカーライフ（2005年5月 - 2007年3月） - DJ

## 連載
- さーくるらいぶらり「サークル選びのテクニック」
- Clelib!「ウソ?ホント?サークル選びのテクニック」
- GAKUSEI STYLE「あいさー変サー行きたいさー」
- ガクコミ!「サークル絵ラボ」
- GR学生連盟「（笑）の学校」
- Kumamoto Collection「クマコレのウラガワ」
- コミック・ガンボ「さ〜くるらいおん的」（株式会社デジマ）
- EX MAX（ぶんか社）